# Polidamna
Polidamna (Πολύδαμνα) è una figura della mitologia greca.
Menzionata nell'Odissea di Omero, è la moglie del nobile Tone (Θῶν). Entrambi sono egiziani. Polidamna dette a Elena, moglie di Menelao, il nepente, una droga con "il potere di spazzare via ogni angoscia e ira e di cancellare ogni ricordo doloroso" che Elena versò nel vino che Telemaco e Menelao stavano bevendo.